# Tien Shiau-Wen
Tien Shiau-Wen (14 de diciembre de 1999) es una deportista taiwanesa que compite en tenis de mesa adaptado. Ganó tres medallas en los Juegos Paralímpicos de Verano, en los años 2020 y 2024.

## Palmarés internacional
| Juegos Paralímpicos | Juegos Paralímpicos | Juegos Paralímpicos | Juegos Paralímpicos |
| Año                 | Lugar               | Medalla             | Prueba              |
| ------------------- | ------------------- | ------------------- | ------------------- |
| 2020                | Tokio (Japón)       | Medalla de bronce   | Individual 10       |
| 2024                | París (Francia)     | Medalla de plata    | Dobles WD20         |
| 2024                | París (Francia)     | Medalla de bronce   | Individual WS10     |